# Paula Barros
Paula Neves Magalhães de Barros est une joueuse brésilienne de volley-ball née le 20 mars 1982 à Rio de Janeiro. Elle mesure 1,87 m et joue au poste de centrale. 

## Clubs
| Club                       | De        | À         |
| -------------------------- | --------- | --------- |
| Tijuca Tênis Clube         | 1997-1998 | 1998-1999 |
| Ribeirão Preto             | 1999-2000 | 1999-2000 |
| São Caetano                | 2001-2002 | 2003-2004 |
| Minas Tênis Clube          | 2004-2005 | 2004-2005 |
| São Caetano                | 2005-2006 | 2006-2007 |
| EC Banespa                 | 2007-2008 | 2008-2009 |
| Sport Club Recife          | 2009-2010 | 2009-2010 |
| Praia Clube                | 2010-2011 | 2010-2011 |
| Rio do Sul                 | 2011-2012 | 2013-2014 |
| Rio de Janeiro Volêi Clube | 2014-2015 | 2015-2016 |
| GR Barueri                 | jan 2017  | mai 2017  |
| Voley Playa Madrid         | jan 2018  | mai 2018  |
| Clube Kairós               | 2018-2019 | …         |

## Palmarès

### Équipe nationale
- Championnat d'Amérique du Sud  des moins de 18 ans
  - Vainqueur : 1998.
- Championnat du monde des moins de 18 ans
  - Finaliste : 1999.
- Championnat d'Amérique du Sud  des moins de 20 ans
  - Vainqueur : 2000.
- Championnat du monde des moins de 20 ans
  - Vainqueur : 2001.

### Clubs
- Championnat sud-américain des clubs
  - Vainqueur : 2016.
- Championnat du Brésil
  - Vainqueur : 2015, 2016.
- Coupe du Brésil
  - Vainqueur : 2016.
- Supercoupe du Brésil
  - Vainqueur : 2015.
- Coupe du Portugal
  - Finaliste : 2019.